# Punkt asymptotyczny

W tym przypadku punkt asymptotyczny spirali logarytmicznej pokrywa się z początkiem układu współrzędnych

Punkt asymptotyczny krzywej – punkt, który krzywa okrąża nieskończenie wiele razy, zbliżając się do niego na dowolnie małą odległość nigdy go nie osiągając. Przykładem punktu asymptotycznego jest biegun spirali logarytmicznej.